# HD 142
HD 142 ist ein Stern im Sternbild Phönix, der von einem Exoplaneten umkreist wird. Der Stern hat eine scheinbare Helligkeit von 5,7 mag und ist etwa 26 Parsec (ca. 84 Lichtjahre) von der Erde entfernt. Die Spektralklasse des Hauptsterns ist F7 V. Er hat einen stellaren Begleiter der Spektralklasse K.

## Planetensystem
Der den Stern mit einer Periode von etwa 350 Tagen umkreisende Exoplanet wird mit HD 142 b bezeichnet und hat eine Masse von mindestens 1,3 Jupitermassen. HD 142 b wurde durch Messung der Radialgeschwindigkeit im Jahre 2001 entdeckt. Der Exoplanet umkreist den Zentralstern in einer Entfernung von ungefähr einer AE. Ein weiterer Begleiter HD 143 c wurde im Jahre 2012 entdeckt. Dieser umläuft den Zentralstern in einer Distanz von 6,8 AE auf einer wesentlich weiteren Umlaufbahn mit einer Umlaufzeit von etwa 16 Jahren (6000 Tagen). Dessen Masse ist mit der 5-fachen Jupitermasse nochmals deutlich höher.